# 刘玉亭
刘玉亭（1956年11月—），男，河南洛宁人，中华人民共和国政治人物。中国人民大学新闻系新闻专业毕业，中国社会科学院新闻系新闻学专业硕士研究生学历。

## 生平
1982年加入中国共产党。历任新华通讯社新闻研究所编辑；国务院办公厅科员、副处长、处长、副局长等职，期间曾任原国务院副总理吴仪秘书。2003年5月，任国家工商行政管理总局副局长。2012年11月，当选中国共产党第十八届中央委员会候补委员。2017年2月，不再担任国家工商行政管理总局副局长。2018年2月24日，当选为第十三届全国人大代表。